# ガラスの崖
ガラスの崖（ガラスのがけ、英: glass cliff）とは、企業の経営者や女性の政治家の選挙候補者などについて、失敗する可能性が最も高い危機的状況や不況の時期に、女性が男性よりもリーダー的なポジションにつきやすいとされる現象を指す用語である。

## 概要
2004年に英国のエクセター大学の教授、ミシェル・ライアンとアレックス・ハスラムによって造られた用語であり、ガラスの断崖、ガラスの崖っぷちなどとも訳される。
ライアンとハスラムは研究の中で、FTSE100企業の取締役会メンバーの任命前後の業績について調査し、女性を取締役会に任命した企業は他の企業に比べて過去5ヶ月間一貫して業績が悪かったことを明らかにした。また、ガラスの天井を突き破って指導的な立場についた女性は、同じような立場についた男性とは異なる経験をすることが多いという。より具体的には、組織が危機にある状況下や、成功のために必要なリソースやサポートが与えられていないような状況下で、失敗するリスクの高いポジションに女性があてがわれやすい 。
落下するリスクにさらされているのに、その危険がすぐには明らかにならない状況を指す概念として、ガラスの天井の例えに倣って、ライアンとハスラムは「ガラスの崖」という用語を導入した。 ガラスの崖は、女性だけでなく、リーダーがマイノリティや障害者である場合に経験した雇用差別を説明するためにも使用されることがある。
ガラスの崖現象の証拠は、法律の分野では立証されている。2006年の研究では、法学部の学生はリスクの高い事件を男性の主席弁護士よりも女性の主席弁護士に依頼したがることを示した 。
しかし、他の研究においては、ガラスの崖現象の存在の確認に成功した例はない。最高経営責任者（CEO）の任命直前の企業業績に関する2007年の研究では、女性経営者が不安定なリーダーの立場に選ばれる可能性は男性よりも低いと示されている。

## 推薦文献
- Managing Diversity and the Glass Cliff

- The Glass Ceiling in the 21st Century ISBN 1-4338-0409-3

- Ryan, M. K., & Haslam, S. A. (2005). The Glass Cliff: Evidence that women are over-represented in precarious leadership positions. British Journal of Management, 16, 81-90.

- Ryan, M. K., & Haslam, S. A. (2007). The Glass Cliff: Exploring the dynamics surrounding the appointment of women precarious leadership positions. Academy of Management Review, 32, 549-572.

- Haslam, S. A., & Ryan, M. K.  (2008). The road to the glass cliff: Differences in the perceived suitability of men and women for leadership positions in succeeding and failing organizations. Leadership Quarterly, 19, 530-546.

- Bruckmüller, S., & Branscombe, N. R. (2010). The glass cliff: When and why women are selected as leaders in crisis contexts. British Journal of Social Psychology, 49, 433-451.

- Brescoll, V. L., Dawson, E., and Uhlmann, E. L. (2010). Hard won and easily lost: The fragile status of leaders in gender-stereotype-incongruent occupations. Psychological Science, 21, 1640-1642.

- Ryan, M. K., Haslam, S. A., Kulich, C. (2010). Politics and the  glass cliff: Evidence that women are preferentially selected to contest hard-to-win seats. Psychology of Women Quarterly, 34, 56–64.

- Ryan, M. K., Haslam, S. A., Hersby, M. D. & Bongiorno, R. (2011). Think crisis–think female: The glass cliff and contextual variation in the think manager–think male stereotype. Journal of Applied Psychology, 96, 470-484.